# Setra SG 221 UL
De Setra SG 221 UL is een gelede autobus voor streekvervoer, dat zowel geschikt is voor openbaar vervoer als voor tourvervoer. Dit bustype is geproduceerd door de Duitse busfabrikant Setra. De UL in de benaming staat voor Überlandbus, wat weer streekbus betekent. De bus heeft geen verlaagde vloer, waardoor er treden nodig zijn en mindervalide mensen moeilijker de bus in kunnen. De bus werd in de loop van 1983-1984 geïntroduceerd, samen met de Setra S 215 SL, Setra S 215 UL en Setra SG 219 SL en is de gelede tegenhanger van de S 215 UL.

## Inzet
Dit bustype komt voor in verschillende landen, waaronder Duitsland en België.
| Land      | Bedrijf             | Serie  | Aantal | Inzet     | Opmerking                          |
| --------- | ------------------- | ------ | ------ | --------- | ---------------------------------- |
| België    | Autobus Blaise      | 752402 | 1      | Luik      | Ex-Wächter (DE)                    |
| België    | Bronckaers          | 19G    | 1      | Limburg   | Later verkocht aan Cintral en Dony |
| Luxemburg | Voyages Emile Weber | B 0002 | 1      | Luxemburg |                                    |

## Verwante bustypen
- Setra S 213 UL - Midibus
- Setra S 215 NR - Standaardbus, verlaagde vloer
- Setra S 215 SL - Standaardbus, vooral bedoeld voor stadsvervoer
- Setra S 215 UL - Standaardbus, vooral bedoeld voor streekvervoer
- Setra SG 219 SL - Gelede bus, vooral bedoeld voor stadsvervoer